# Rattenfänger-Literaturpreis
Il Rattenfänger-Literaturpreis è un premio letterario che dal 1986 viene assegnato ogni due anni dalla città di Hameln. Il premio viene assegnato a favole o fiabe o racconti fantastici o ambientati nel medioevo. Il premio ammonta a €5000 e può essere assegnato ad autori, traduttori e illustratori, eventualmente anche diviso in parti nel caso di più vincitori.

## Vincitori
- 1986: Lygia Bojunga Nunes, Das Haus der Tante; Gerhard Holtz-Baumert e Klaus Ensikat, Daidalos und Ikaros[1]
- 1988: Richard Kennedy, Die phantastische Reise von Annis Augen, den Stoffpuppen und dem Kapitän[1]
- 1990: Rafik Schami, Erzähler der Nacht[1]
- 1992: Alfred von Meysenbug, Däumling; Erwin Moser, Der Rabe Alfons[1]
- 1994: Lisbeth Zwerger, Wilhelm Hauff, Der Zwerg Nase; Lisbeth Zwerger, Christian Morgenstern: Kindergedichte und Galgenlieder[1]
- 1996: François Place, Die letzten Riesen[1]
- 1998: Roberto Piumini, Motu-iti, l'isola dei gabbiani[1]
- 2000: Jutta Richter, Der Hund mit dem gelben Herzen oder die Geschichte vom Gegenteil[2]
- 2002: Chadîdscha Hassan, Najim A. Mustafa, Urs Gösken: Drei Säcke voll Rosinen[3]
- 2004: Peter Dickinson: Tanzbär[4]
- 2006: Chen Jianghong: Der Tigerprinz[5]
- 2008: Zoran Drvenkar e Martin Baltscheit: Zarah. Du hast doch keine Angst, oder?[6]
- 2010: Felicitas Hoppe: Iwein Löwenritter[7]
- 2012: Nikolaus Heidelbach: Wenn ich groß bin, werde ich Seehund[8]
- 2014: Jürg Schubiger e Aljoscha Blau: Das Kind im Mond[9]
- 2016: Matthias Morgenroth e Regina Kehn: Freunde der Nacht
- 2018: Wieland Freund: Krakonos
- 2020: John Hare: Ausflug zum Mond
- 2022: Tobias Goldfarb: Niemandsstadt